# História e Tradições da Cidade de São Paulo
História e Tradições da Cidade de São Paulo é um livro composto por três volumes do escritor, jornalista, intelectual e historiador brasileiro Ernani Silva Bruno lançado em 1954 pela Livraria José Olympio Editora.

## Volume I: Arraial de Sertanistas (1554-1828)[3]
Prefácio de Gilberto Freyre
Com 285 ilustrações, fotografias e plantas
Bicos de pena de Clovis Graciano
Desenhos em cores de Cândido Portinari

## Volume III: Metrópole do Café (1872-1918)[5]
Apêndice - São Paulo de Agora (1918-1954)BibliografiaNotas sobre as GravurasÍndice de Assuntos e de LugaresÍndice de Nomes